# Phyllota pleurandroides
Phyllota pleurandroides är en ärtväxtart som beskrevs av Ferdinand von Mueller. Phyllota pleurandroides ingår i släktet Phyllota och familjen ärtväxter. Inga underarter finns listade i Catalogue of Life.